# Kasungu
Kasungu é um distrito do Malawi localizado na Região Central. Sua capital é a cidade de Kasungu.